# Струга (притока Уборті)
Струга — річка (пригирлова частина) в Олевському районі (Житомирська область, Україна) і Лельчицькому районі (Гомельська область, Білорусь). Ліва притока Уборті (басейн Прип'яті).

## Опис
Довжина річки приблизно 6 км. Висота витоку річки над рівнем моря — 149 м; висота гирла над рівнем моря — 143 м; падіння річки — 6 м; похил річки — 1,0 м/км.

## Розташування
Бере початок на північному сході від села Глушкевичі (Білорусь). Тече на північний схід, перетинає білорусько-український кордон і в урочищі Орлище на північ від села Копище впадає в річку Уборть, праву притоку Прип'яті.

## Риби Струги
У річці водяться бистрянка звичайна, верховодка звичайна, пічкур та плітка звичайна.